# Lessonia nigrescens
Espèce
Lessonia nigrescens est une espèce d'algues brunes de la famille des Lessoniaceae, présente le long de la côte Pacifique sud-américaine depuis le Pérou jusqu'aux régions subantarctiques du Chili. C'est une grande algue, constitutive du kelp, exploitée pour l'extraction d'alginates .

## Liste des formes
Selon World Register of Marine Species (22 nov. 2012) :
- forme Lessonia nigrescens f. montagnei Skottsberg